# Harford County
Harford County är ett administrativt område i delstaten Maryland, USA. År 2010 hade countyt 244 826 invånare. Den administrativa huvudorten (county seat) är Bel Air. 

## Geografi
Enligt United States Census Bureau så har countyt en total area på 1 364 km². 1 140 km² av den arean är land och 224 km² är vatten. 

### Angränsande countyn
- York County, Pennsylvania - nord
- Lancaster County, Pennsylvania - nordöst
- Baltimore County, Maryland - väst
- Cecil County, Maryland - öst
- Kent County, Maryland - syd